# Verbascum marschallianum
Verbascum marschallianum är en flenörtsväxtart som beskrevs av Ivanina och N.N. Tsvelev. Verbascum marschallianum ingår i släktet kungsljus, och familjen flenörtsväxter. Inga underarter finns listade i Catalogue of Life.